# Cidadania
Cidadania (do latim civitas, que quer dizer cidade) corresponde, no direito ao vínculo jurídico que traduz a condição de um indivíduo enquanto membro de um Estado ou de uma comunidade política, a que designamos cidadão, constituindo-o como detentor de direitos e de deveres perante essa mesma entidade num determinado território que este administra, e ao exercício da sua prática. Esses direitos e deveres devem andar sempre juntos, uma vez que o direito de um cidadão implica necessariamente uma obrigação com outro cidadão e com o lugar onde habita. São esses recursos e práticas que, segundo Dalmo de Abreu Dallari, "dão à pessoa a possibilidade de participar ativamente da vida social e do governo de seu povo".

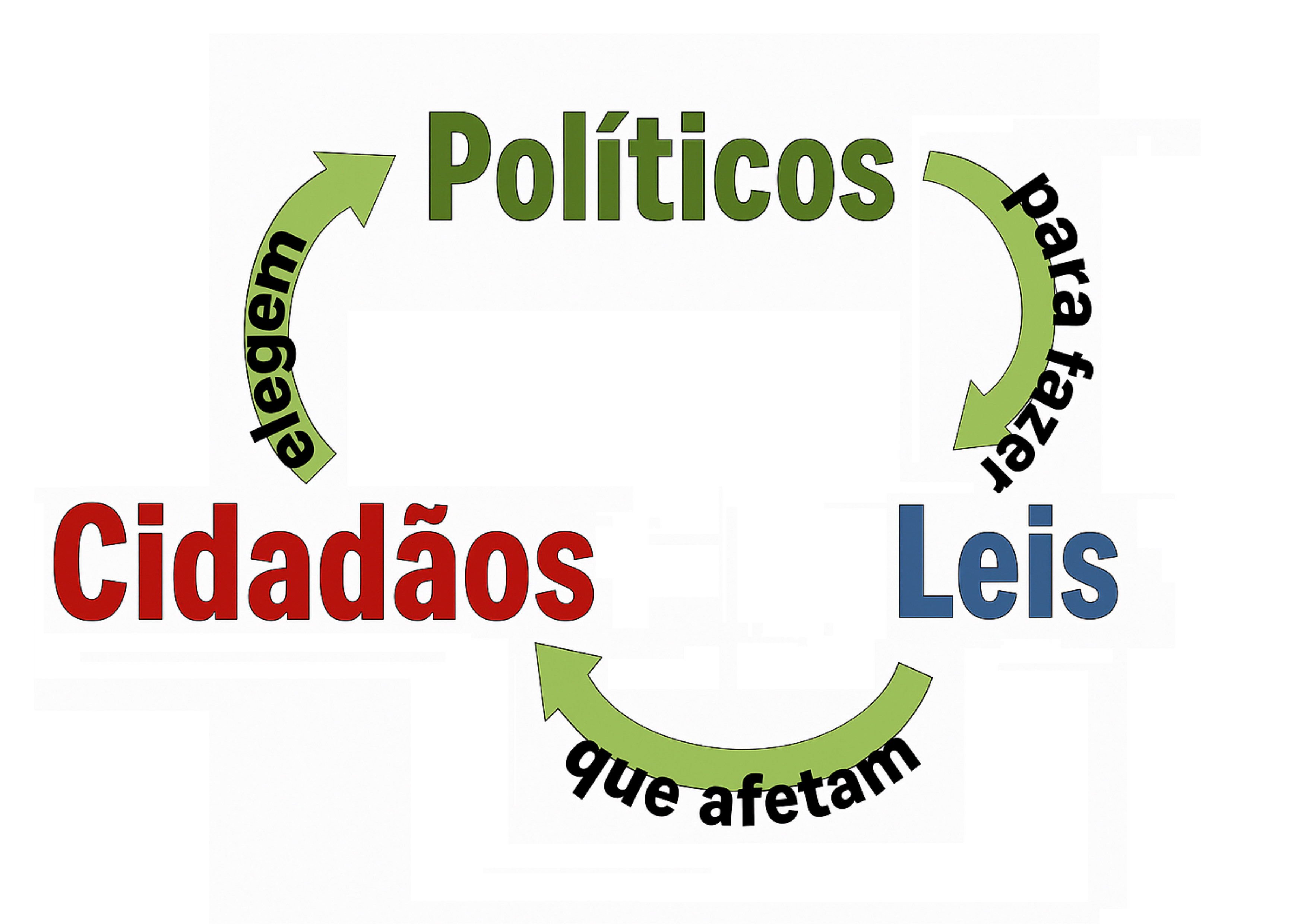
Diagrama da relação entre: Cidadão, Políticos e Leis

Segundo o sociólogo britânico T. H. Marshall (1893–1981), a cidadania moderna é um conjunto de direitos e obrigações que compreendem três grupos de direitos. Os direitos civis característicos do século XVIII; os direitos políticos, consagrados no século XIX e os direitos sociais do século XX. Essa teoria de Marshall é particularmente aplicável nos processos de democratização do estado liberal em que um desses grupos de direitos tiveram sua predominância.
Desse modo, a cidadania moderna, poderia ser explicada a partir de quatro características principais: 
1. Universalidade da cidadania: atribuição de um status elaborado em termos de direitos universais para categorias sociais definidas, em vez de estamentos ou castas com qualidades substantivas inerentes;
2. Territorialização da cidadania: territorialidade combinada com a característica anterior para delimitar politicamente os alcances da cidadania, ou seja, admissão do território como critério a delimitar a abrangência desse status, em substituição dos princípios corporativos;
3. Princípio plebiscitário da cidadania ou individualização da cidadania: generalização dos vínculos diretos entre o indivíduo e o Estado como forma legítima de reconhecimento e subordinação política. Assim, suprimindo o princípio funcional da tutela das antigas corporações e o chamado governo indireto, ou seja, a delegação das funções do Estado às camadas locais de intermediários entre os poderes centrais e os donos de terras, os mercenários, o clero, e diversos tipos de oligarquias;
4. Índole estatal-nacional da cidadania: existência de vínculo constitutivo entre a cidadania e a edificação do Estado-nação, graças à construção histórica de coincidência dupla: entre o território e um poder centralizado único, de um lado, e, do outro, entre a população constituída como comunidade política e o Estado enquanto encarnação presuntiva dessa comunidade concebida em termos culturais ou de identidade nacional.[6]

Na perspectiva normativa, é dever de todo cidadão responsável colocar o bem comum em primeiro lugar e atuar sempre que possível para promovê-lo  – assim a cidadania deve ser entendida, nesse sentido, como processo contínuo, uma construção coletiva que almeja a realização gradativa dos Direitos Humanos e de uma sociedade mais justa e solidária.

## História
Muitos pensadores, como Giorgio Agamben em sua obra Homo Sacer, que amplia o arcabouço biopolítico da História da Sexualidade, de Foucault, apontam que o conceito de cidadania tem início nas primeiras cidades-estado da Grécia Antiga. Por outro lado, alguns outros o entendem, principalmente, como um fenômeno moderno, surgido há apenas algumas centenas de anos. Para a humanidade, o conceito de cidadania teria surgido com as primeiras leis e, ao longo da história, passou a englobar um conjunto de valores sociais que determinam o conjunto de deveres e direitos de um cidadão.
Na Grécia Antiga, era usado para designar os direitos relativos ao cidadão, ou seja, o indivíduo que vivia na cidade e ali participava ativamente dos negócios e das decisões políticas. Cidadania pressupunha, portanto, todas as implicações decorrentes de uma vida em sociedade.
Pólis significava tanto a assembleia política da cidade-estado quanto a sociedade como um todo. O conceito de cidadania tem sido geralmente identificado como um fenômeno ocidental. A cidadania nunca foi uma relação fixa ou estática, mas mudou constantemente em cada sociedade e, segundo uma visão, a cidadania teria "realmente funcionado" apenas em períodos específicos, como durante as reformas promovidas por Sólon no início do estado ateniense.

A cidadania também dependia de vários arranjos biopolíticos, como a bioética de tradições teofilosóficas emergentes. Era necessário atender à definição aristotélica de ser animado para obter cidadania: nem a oliveira sagrada nem a nascente teriam direitos. Um elemento essencial do arcabouço ético greco-romano é a figura do homo sacer, ou vida nua. O historiador Geoffrey Hosking, em seu curso de palestras “Modern Scholar”, de 2005, sugeriu que a cidadania na Grécia Antiga surgiu a partir da valorização da liberdade. Hosking explicou:
Pode-se argumentar que o crescimento da escravidão foi o que tornou os gregos particularmente conscientes do valor da liberdade. Afinal, qualquer agricultor grego poderia cair em dívida e, portanto, tornar-se escravo a qualquer momento... Quando os gregos lutavam juntos, lutavam para evitar serem escravizados pela guerra, para evitar serem derrotados por aqueles que poderiam levá-los à escravidão. E também organizavam suas instituições políticas para permanecerem homens livres.

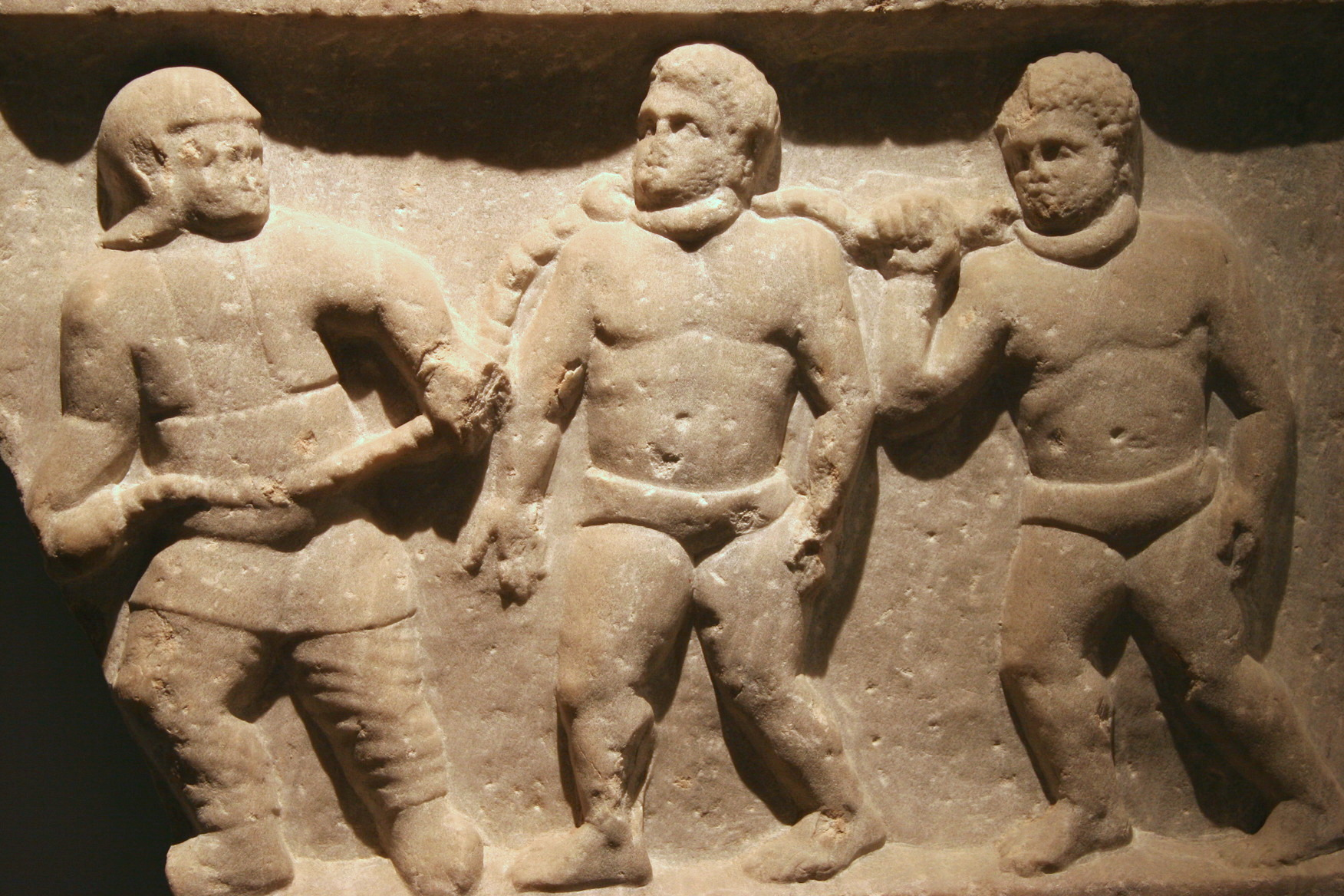
Geoffrey Hosking sugere que o medo de ser escravizado foi uma força motivadora para o desenvolvimento do senso de cidadania grego.

A escravidão permitia que os proprietários de escravos tivessem tempo livre e, assim, participassem da vida pública. A cidadania na pólis era marcada pela exclusividade. A desigualdade de status era generalizada: cidadãos tinham status superior ao de não-cidadãos, como mulheres, escravos e estrangeiros residentes (metecos). A primeira forma de cidadania baseava-se no modo de vida das pessoas na Grécia Antiga, em comunidades orgânicas de pequena escala da polis. As obrigações da cidadania estavam profundamente ligadas à vida cotidiana na polis. Essas comunidades eram vistas como um novo desenvolvimento na história mundial, em contraste com as civilizações estabelecidas como Egito ou Pérsia, ou os grupos caçadores-coletores em outras partes.
Do ponto de vista dos gregos antigos, a vida pública de uma pessoa não podia ser separada de sua vida privada, e eles não distinguiam os dois mundos como na concepção ocidental moderna. Ser verdadeiramente humano significava ser um cidadão ativo na comunidade, como Aristóteles expressou na célebre frase: “Não participar dos assuntos da comunidade é ser ou uma besta ou um deus!” Essa forma de cidadania baseava-se nas obrigações dos cidadãos para com a comunidade, e não em direitos concedidos pela comunidade. Isso não era um problema, pois todos tinham um forte vínculo com a pólis; seu destino pessoal e o destino da comunidade estavam fortemente ligados. Além disso, os cidadãos da pólis viam as obrigações para com a comunidade como uma oportunidade de exercer virtude — era uma fonte de honra e respeito. Em Atenas, os cidadãos eram ao mesmo tempo governantes e governados; cargos políticos e judiciais importantes eram rotativos, e todos os cidadãos tinham o direito de falar e votar na assembleia política.

### Ideias romanas
No Império Romano, a cidadania expandiu-se das pequenas comunidades para abranger todo o império. Os romanos perceberam que conceder cidadania a pessoas de diversas partes do império legitimava o domínio romano sobre áreas conquistadas. Assim, a cidadania romana deixou de ser um status de agência política e passou a ser uma salvaguarda jurídica e expressão do poder e da lei. Roma levou adiante ideias gregas de cidadania, como os princípios de igualdade perante a lei, participação cívica no governo e a noção de que "nenhum cidadão deveria ter poder demais por tempo demais", mas oferecia termos relativamente generosos aos povos conquistados, inclusive formas menores de cidadania.

Se a cidadania grega representava uma "emancipação do mundo das coisas", o sentido romano passou a refletir cada vez mais o fato de que os cidadãos podiam agir sobre as coisas materiais, assim como sobre outros cidadãos — no sentido de comprar ou vender propriedades, bens, títulos. O historiador britânico John Pocock explica da seguinte forma:
A pessoa era definida e representada por suas ações sobre as coisas; com o tempo, o termo “propriedade” passou a significar, primeiro, a característica definidora de um ser humano ou outro ser; segundo, a relação que uma pessoa tinha com uma coisa; e terceiro, a coisa definida como posse de alguém.
A cidadania romana refletia uma luta entre os interesses da classe alta (patrícios) e os grupos trabalhadores de ordem inferior conhecidos como plebeus. O cidadão passou a ser entendido como alguém “livre para agir segundo a lei, livre para solicitar e esperar a proteção da lei, um cidadão de tal ou tal comunidade jurídica, com tal ou tal status legal dentro dessa comunidade”. A cidadania significava ter direitos a posses, imunidades, expectativas — disponíveis em muitos tipos e graus, acessíveis ou não a diferentes tipos de pessoas por muitas razões distintas. A própria lei era uma espécie de laço unificador. A cidadania romana era mais impessoal, universal, multifacetada, com diferentes graus e aplicações.

### Idade Média
Durante a Idade Média europeia, a cidadania esteve geralmente associada às cidades e vilas, e aplicava-se principalmente à classe média. Títulos como burguês, grande burguês e burguesia denotavam filiação política e identidade em relação a uma localidade específica, assim como pertencimento a uma classe mercantil ou comercial; portanto, indivíduos de meios e status socioeconômico respeitáveis eram, na prática, cidadãos. Nesse período, os nobres tinham uma série de privilégios acima dos plebeus (ver aristocracia), embora as revoltas e reformas políticas — iniciando-se mais visivelmente com a Revolução Francesa — tenham abolido privilégios e defendido uma concepção mais igualitária de cidadania.

### Renascimento
Durante o Renascimento, as pessoas passaram de súditos de um rei ou rainha a cidadãos de uma cidade, e posteriormente de uma nação. Cada cidade tinha sua própria lei, tribunais e administração independente. Ser cidadão muitas vezes significava estar sujeito às leis da cidade, mas também ter algum poder para escolher oficiais. Moradores que haviam lutado ao lado de nobres na defesa de suas cidades não se contentavam mais com um status social subalterno e passaram a exigir maior participação sob a forma de cidadania. A participação em guildas era uma forma indireta de cidadania, pois ajudava os membros a prosperar financeiramente. O crescimento da cidadania estava ligado ao surgimento do republicanismo, segundo uma visão, já que cidadãos independentes implicavam em menos poder para os reis. A cidadania tornou-se um conceito idealizado, quase abstrato, e não mais indicava uma relação de submissão com um senhor ou conde, mas sim um vínculo entre pessoa e Estado, no sentido abstrato de ter direitos e deveres.

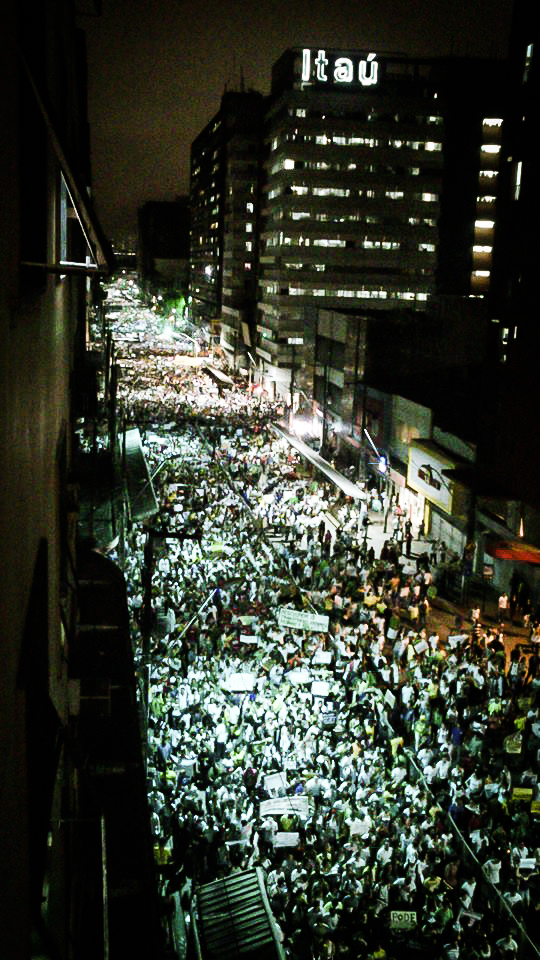
Manifestações são, hoje, uma forma de exercer a cidadania e a participação política. Na foto: Protesto em Recife contra o aumento das tarifas do transporte público, em 2013.

### Tempos modernos
A ideia moderna de cidadania ainda valoriza a participação política, mas geralmente se realiza por meio de sistemas elaborados de representação política indireta, como a democracia representativa. A cidadania moderna é muito mais passiva; a ação é delegada a outros e a cidadania, frequentemente, é mais uma limitação à ação do que um estímulo a agir. No entanto, os cidadãos geralmente estão cientes de suas obrigações perante as autoridades e reconhecem que esses vínculos muitas vezes limitam o que podem fazer.

## Nacionalidade
Designa-se cidadania adquirida à condição de cidadão e que decorre de um processo de naturalização. A nacionalidade é pressuposto da cidadania - ser nacional de um Estado é condição primordial para o exercício dos direitos políticos. Entretanto, se todo cidadão é nacional de um Estado, nem todo nacional é cidadão - os indivíduos que não estejam investidos de direitos políticos podem ser nacionais de um Estado sem serem cidadãos.

## No Brasil

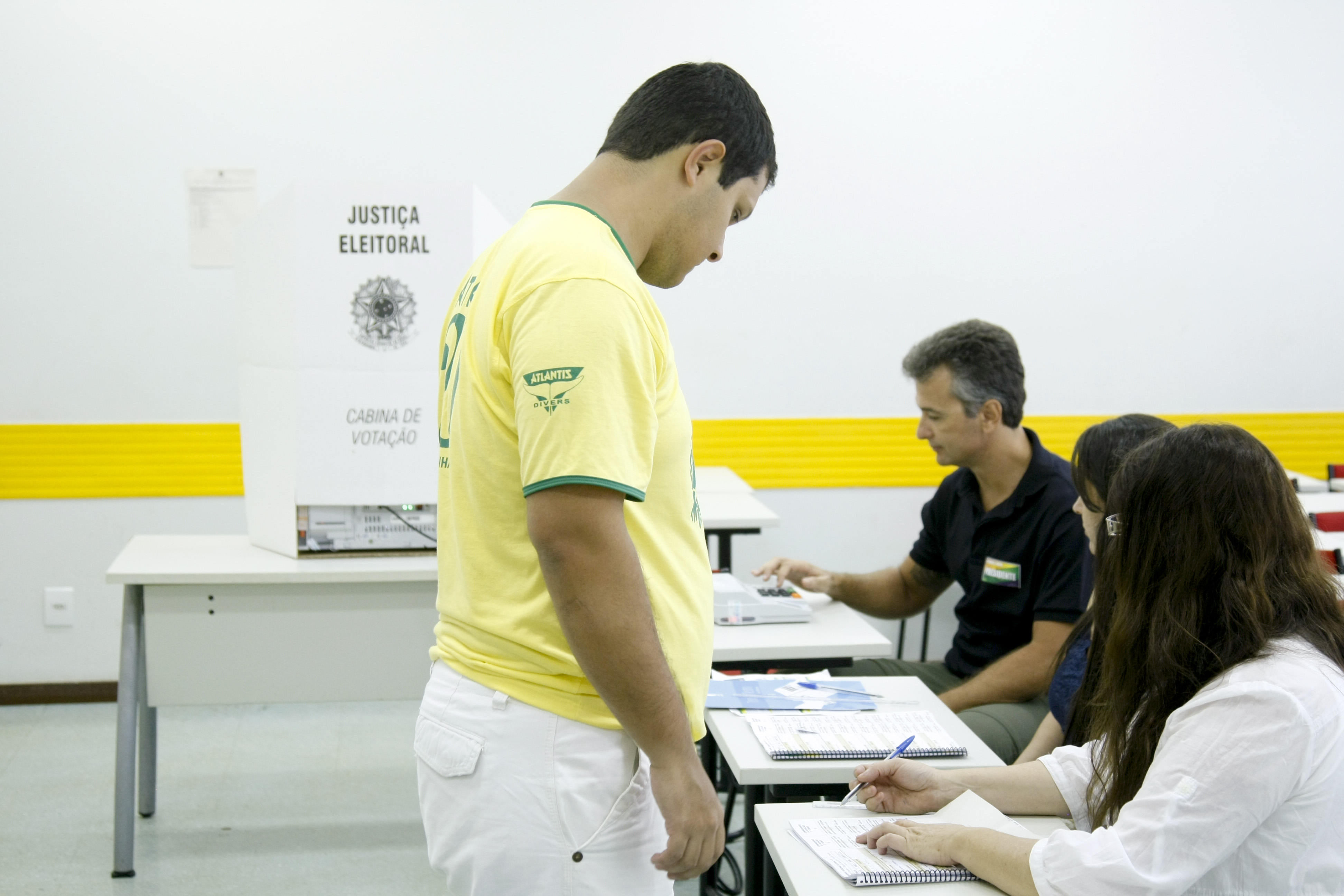
No Brasil, o voto é um direito e um dever de cada cidadão

### Cidadania no Império
Durante o período imperial brasileiro (1822–1889), a cidadania era entendida como o direito de participar da vida política do país, especialmente por meio do voto e da elegibilidade. Contudo, essa participação era extremamente restrita, condicionada a critérios como renda, sexo, estado civil e alfabetização. O conceito de cidadania foi se consolidando ao longo do século XIX, influenciado por modelos europeus, mas adaptado às particularidades da sociedade brasileira — marcada pela escravidão e pelo Poder Moderador. A cidadania no Brasil seguiu uma trajetória singular, priorizando direitos sociais antes dos políticos, em contraste com a teoria clássica de T.H. Marshall.
Proclamada em 1822, a Independência do Brasil deu origem a uma monarquia constitucional sob o comando de D. Pedro I. A Constituição de 1824 estabeleceu as bases legais da cidadania, mas preservou uma estrutura social profundamente desigual, inclusive com a permanência da escravidão. O Poder Moderador, atribuído ao imperador, permitia que ele interviesse nos demais poderes, restringindo a autonomia do Legislativo e do Judiciário. Embora houvesse discursos sobre liberdade e representação política, na prática predominavam o centralismo e o controle autoritário. A participação no governo era tratada como um privilégio de poucos, não como um direito universal. 
A cidadania formal no Império era restrita a homens maiores de 25 anos, alfabetizados e com renda mínima comprovada. O sistema eleitoral era censitário (baseado em renda) e indireto: os eleitores escolhiam representantes de segundo grau, que, por sua vez, elegiam deputados e senadores. Segundo a historiadora Hebe Mattos, "A Constituição imperial de 1824 reconheceu de forma explícita os direitos civis de todos os cidadãos brasileiros [dos quais estavam excetuados os escravos], diferenciando os, apenas, do ponto de vista dos direitos políticos, em função de suas posses. Para tanto, adotou o voto censitário em três diferentes gradações: os cidadãos passivos [sem renda suficiente para ter direito a voto], o ativo votante [com renda suficiente para escolher, por meio do voto, o colégio de eleitores] e o ativo eleitor e elegível. Nesse terceiro nível, uma importante distinção não propriamente censitária se fazia, pois, além das exigências de renda, impunha se ao eleitor que tivesse nascido ‘ingênuo’, isto é, não tivesse nascido escravo. Em outras palavras, se os descendentes dos escravos libertos poderiam [se renda tivessem] exercer plenamente todos os direitos políticos da jovem monarquia, os escravos que fossem alforriados não entrariam imediatamente no pleno gozo dos direitos reconhecidos aos cidadãos e súditos do Império do Brasil".
Mesmo os que preenchiam os requisitos formais enfrentavam manipulação eleitoral pelas elites locais, tornando a cidadania mais teórica do que efetiva. A persistência da escravidão era uma contradição gritante em um país que se declarava constitucional. Enquanto milhões de pessoas eram tratadas como propriedade, sem qualquer direito político, o Estado imperial mantinha uma estrutura legal excludente. Mesmo após leis como a do Ventre Livre (1871) e a dos Sexagenários (1885), a escravidão continuava com a conivência de autoridades. Além disso, os libertos raramente conseguiam integrar-se plenamente à sociedade, enfrentando discriminação e barreiras ao exercício da cidadania. A Lei Áurea (1888), embora tenha abolido a escravidão, não incluiu os ex-escravizados no sistema político, perpetuando sua marginalização. 
Apesar das limitações, o século XIX foi marcado por discussões que ampliaram o conceito de cidadania. Jornais, associações mutualistas, lojas maçônicas e clubes políticos tornaram-se espaços de debate e mobilização. A imprensa teve papel crucial na formação de uma consciência política, enquanto movimentos como o abolicionismo e o republicanismo questionavam as estruturas excludentes do Império; no entanto, a inclusão efetiva de novos grupos na vida pública seria um processo lento e cheio de obstáculos.
A cidadania no Brasil Império deixou um legado ambivalente: avanços na legislação conviveram com a perpetuação de desigualdades. A ordem dos direitos no Brasil foi invertida em relação ao modelo europeu — primeiro vieram os sociais, depois os políticos e, por último, os civis, o que dificultou a construção de uma cidadania plena. Tensões entre liberdade e autoritarismo, inclusão e exclusão foram marcas importantes do período.

### Cidadania atualmente
Os direitos políticos são regulados no Brasil pela Constituição Federal em seu artigo 14, que estabelece como princípio da participação na vida política nacional o sufrágio universal. Nos tempos da norma constitucional, o alistamento eleitoral e o voto são obrigatórios para os maiores de dezoito anos, e facultativos para os analfabetos, os maiores de dezesseis e menores de dezoito anos e os maiores de setenta anos.
A Constituição proíbe a eleição de estrangeiros e brasileiros conscritos no serviço militar obrigatório, considera a nacionalidade brasileira como condição de elegibilidade e remete, à legislação infraconstitucional, a regulamentação de outros casos de inelegibilidade (lei complementar n. 64, de 18 de maio de 1990).
O exercício pleno dos direitos civis, políticos e sociais em uma sociedade que combine liberdade completa e participação numa sociedade ideal é, para José Murilo de Carvalho, a definição de cidadania.
Esta cidadania naturalizada é a liberdade dos modernos, como estabelece o artigo III da Declaração Universal dos Direitos Humanos, aprovada na Assembleia Geral das Nações Unidas, em 1948: "toda pessoa tem direito à vida, à liberdade e à segurança pessoal".  A origem desta carta remonta das revoluções burguesas no final do século XVIII, sobretudo na França e nas colônias inglesas na América do Norte; o termo "cidadão" designa, nesta circunstância e contexto, o habitante da cidade "no cumprimento de seus simples deveres, em oposição a parasitas ou a pretensos parasitas sociais".
A etimologia da palavra cidadania vem do latim civitas, cidade, tal como cidadão (ciudadano ou vecino no espanhol, ciutadan em provençal, citoyen em francês). Neste sentido, a palavra-raiz, cidade, diz muito sobre o verbete. O habitante da cidade no cumprimento dos seus deveres é um sujeito da ação, em contraposição ao sujeito de contemplação, omisso e absorvido por si e para si mesmo, ou seja, não basta estar na cidade, mas agir na cidade. A cidadania, neste contexto, refere-se à qualidade de cidadão, indivíduo de ação estabelecido na cidade moderna.

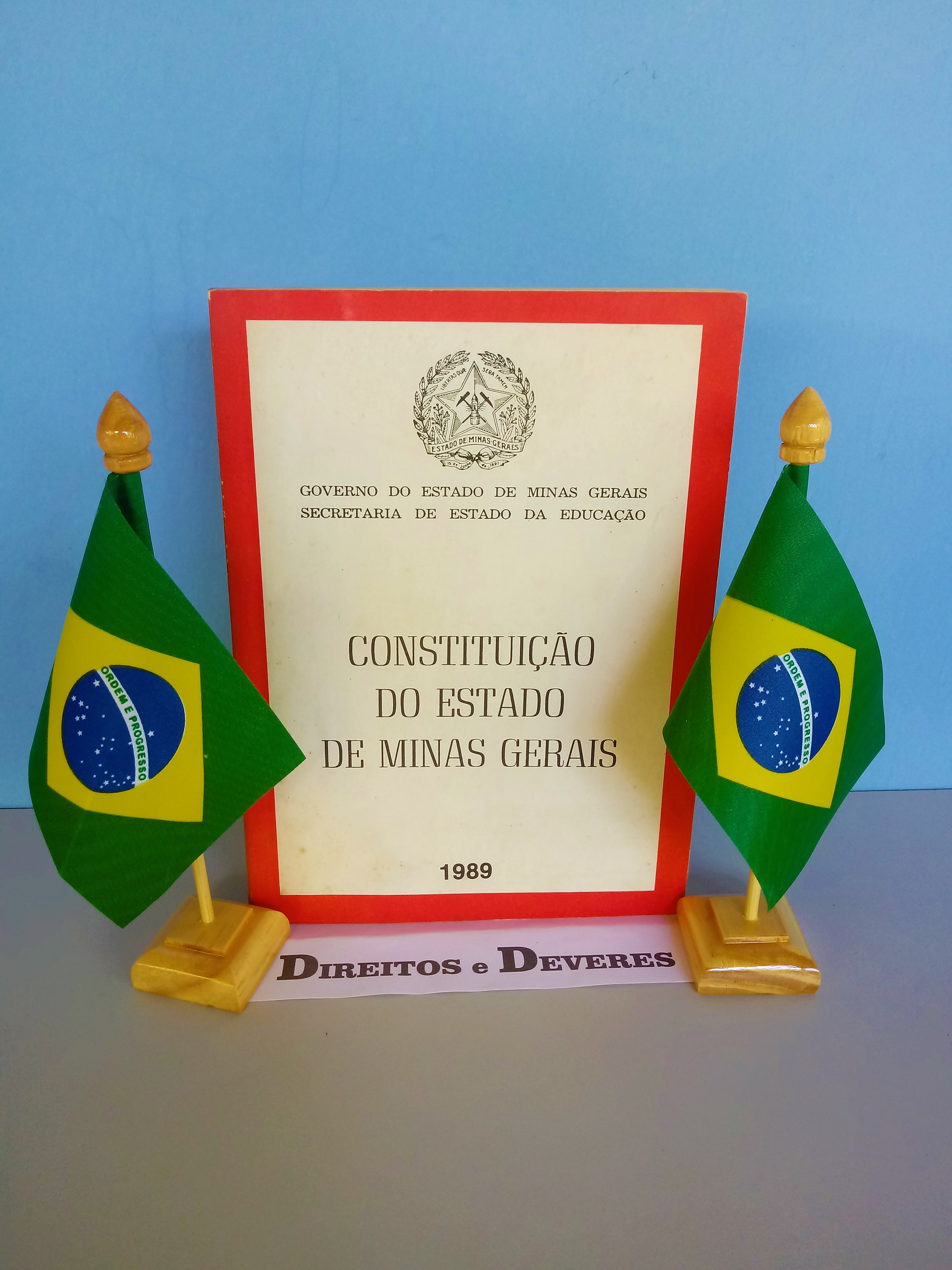
O ordenamento jurídico do Brasil consagra os direitos e deveres na Constituição federal bem como nas Constituições Estaduais.

No Brasil, nos léxicos da língua portuguesa que circularam no início do século XIX, observa-se bem a distinção entre os termos cidadão (em português arcaico, "cidadam") e o fidalgo, prevalecendo o segundo para designar aquele indivíduo detentor dos privilégios da cidade na sociedade de corte. Neste contexto, o fidalgo é o detentor dos deveres e obrigações na cidade portuguesa; o cidadão é uma maneira genérica de designar a origem e o trânsito dos vassalos do rei nos territórios do vasto Império Português. Com a reconfiguração do Estado a partir de 1822, vários conceitos políticos passaram por um processo de ressignificação; cidadão e cidadania entram no vocabulário dos discursos políticos, assim como os termos "Brasil", "brasileiros", em oposição a "brasílicos". Por exemplo: povo, povos, nação, história, opinião pública, América, americanos, entre outros.
A partir disso, o termo "cidadania" pode ser compreendido racionalmente pelas lutas, conquistas e derrotas do cidadão brasileiro ao longo da história nacional, a começar da história republicana, na medida em que esta ideia moderna, a relação indivíduo-cidade (ou indivíduo-Estado) "expressa um conjunto de direitos que dá à pessoa a possibilidade de participar ativamente da vida e do governo de seu povo (...)". Em outros termos, fundamenta-se na concessão pelo Estado das garantias individuais de vida, liberdade e segurança. O significado moderno da palavra é, portanto, incompatível com o regime monárquico, escravista e centralizador, anterior à independência política do Brasil. No entanto, este divisor monarquia-república não significa, no Brasil, uma nova ordem onde a cidadania tem um papel na construção de sociedade justa e igualitária. Este aspecto é bem pronunciado na cidadania brasileira: estas garantias individuais jamais foram concedidas, conquistadas e/ou exercidas plena e simultaneamente em circunstâncias democráticas, de estado de direito político ou de bem-estar social.
O longo caminho inferido por José Murilo de Carvalho refere-se a isto: uma cidadania no papel e outra cidadania cotidiana. É o caso da cidadania dos brasileiros negros: a recente Lei nº 7 716 de 5 de janeiro de 1989 é um prolongamento da luta pela cidadania dos "homens de cor", cujo marco histórico formal é a Lei Áurea de 1888; ou seja, foi necessário um século para garantir, através de uma lei, a cidadania civil de metade da população brasileira, se os números do último censo demográfico estão corretos; portanto, há uma cidadania no papel e outra cidadania cotidiana, conquistada no dia a dia, no exercício da vida prática; tanto é que, ainda hoje, discute-se, nas altas esferas da jurisprudência brasileira, se o cidadão negro é ou não é injustiçado pela história da nação.
O mesmo se pode dizer da cidadania da mulher brasileira: a Lei 11 340, de 7 de agosto de 2006, a chamada "Lei Maria da Penha", criou mecanismos "para coibir e prevenir a violência doméstica e familiar contra a mulher". Ou seja, garantir sua liberdade civil, seu direito de ir e vir sem ser agredida ou maltratada. No caso da mulher, em geral, a lei chega com atraso, como forma de compensação, como retificação de várias injustiças históricas com o gênero; o direito de votar, por exemplo, conquistado através de um "código eleitoral provisório" em 1932, ratificado em 1946.  A lei do divórcio obtida em 1977, ratificada recentemente pela chamada Nova Lei do Divórcio, ampliando a conquista da liberdade civil de outra metade da população brasileira.
Neste contexto, a lei torna-se o último recurso da cidadania, aquela cidadania desejada e praticada no cotidiano por pessoas com deficiência, pessoas LGBT, crianças, adolescentes, pessoas idosas ou aposentadas, etc. Um caso prático para ilustrar esta realidade cotidiana é a superlotação dos presídios e casas de custódia; a rigor, os direitos humanos contemplam, também, os infratores, uma vez que "toda pessoa tem direito à vida, à liberdade e à segurança pessoal".
Embora existam leis que visam a reparar injustiças, existe também uma longa história de lutas cotidianas para conquistar estes direitos: o direito à liberdade de expressão,  o direito de organizar e participar de associações comunitárias, sindicatos trabalhistas e partidos políticos, o direito a um salário justo, a uma renda mínima e a condições para sobreviver, o direito a um pedaço de terra para plantar e colher, o direito de votar e ser votado talvez o mais elementar da democracia moderna, negado à sociedade na já longa história da cidadania brasileira.

## Em Portugal
Os direitos políticos são regulados em Portugal pela Constituição da República Portuguesa de 1976, com Revisão Constitucional de 2005, nos seus artigos 15º, 31º, 50º e 269º.